# Olià
Olià, situada a 1.080 metros de altitud, es una entidad de población española  perteneciente al municipio de Bellver de Cerdaña, en la comarca de la Cerdaña, provincia de Lérida, veguería del Alto Pirineo y Arán (Cataluña).

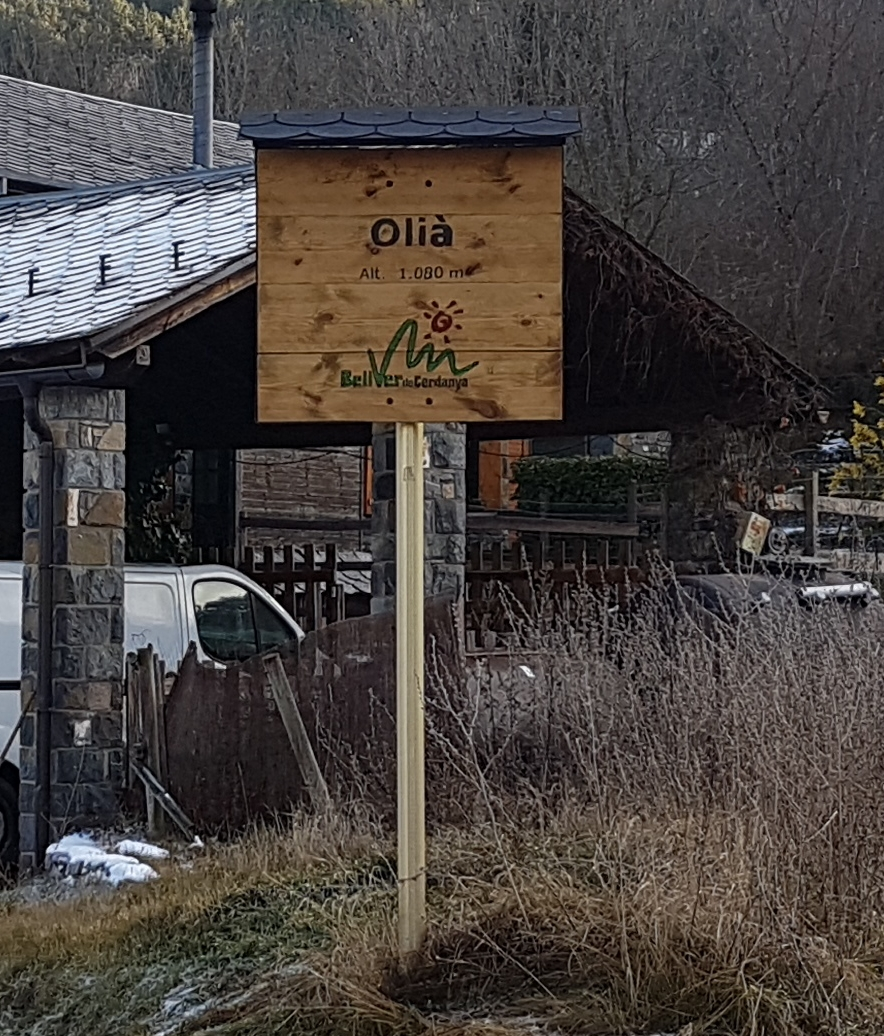
Cartel de entrada a Olià

## Historia y situación
Olià (Olia en el siglo XIII) se localiza al suroeste del municipio de Bellver de Cerdanya entre Pi y Nas. Su nombre, Olià, es de origen latino e iría ligado a un gentilicio romano -Olius- asociado a un "fundus". Se asocia a "fundus" porque el pueblo está situado en el fondo de un valle.

## Demografía
El año 2018, Olià tenía 14 habitantes fijos.

## Pueblos Hermanos
Olià, Nas y Santa Eugènia de Nerellà son pueblos hermanos. Santa Eugènia tiene una Iglesia y Olià tenía un colegio llamado l'estudi.
Además los tres pueblos celebran su fiesta mayor conjuntamente el tercer domingo de octubre.

## Iglesia de Santa Eugènia de Nerellà

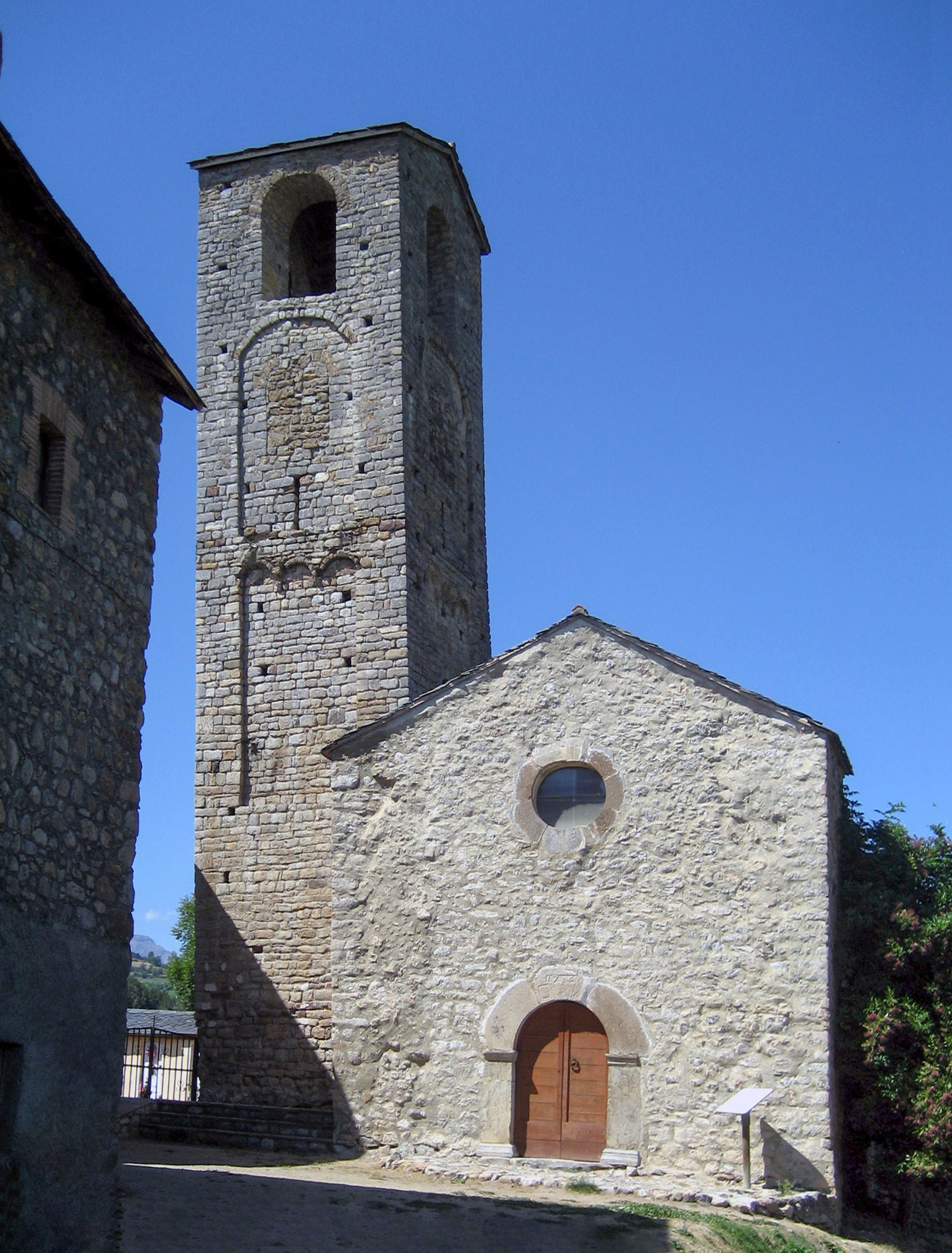
Iglesia de Santa Eugènia de Nerellà

Como Olià no tiene iglesia, la gente del pueblo depende de la Iglesia de Santa Eugènia, también de su cementerio. Esta iglesia está situada en la entidad de población de Santa Eugènia de Nerellà, muy cerca de Olià.